# 麻布台出版社
株式会社麻布台出版社（あざぶだいしゅっぱんしゃ）は、東京都千代田区に本社を置く日本の出版社。

## 概要
過去に、若手芸人を主とするお笑いを取り扱った姉妹雑誌「お笑いポポロ」や、ポポロ別冊として女子小学生向けファッション雑誌「ポ☆プリ」、ジャニーズ事務所所属の男性アイドルを中心に扱う月刊芸能雑誌『ポポロ』などを出版していた。1990年代には芸能関係の単行本も手掛けた。

## 過去に発行していた雑誌
- お笑いポポロ（年4回季刊→隔月刊、2002年～2011年）
- ポ☆プリ（隔月刊）
- LIVE・STAR（ポポロ別冊、季刊、2018年～2019年）- 主に韓国K-POPの芸能情報を取り扱う。VOL.1からVOL.4まで刊行。
- ポポロ（月刊、1992年～2024年）- ジャニーズ事務所所属の男性アイドルが中心。2024年9月号をもって休刊。